# Titularbistum Arcadiopolis in Asia
Das Bistum Arcadiopolis in Asia (italienisch diocesi di Arcadiopoli di Asia, lateinisch Dioecesis Arcadiopolitana in Asia) ist ein Titularbistum der römisch-katholischen Kirche.
Es geht zurück auf ein ehemaliges Bistum in der römischen Provinz Asia in der westlichen Türkei. Es gehörte der Kirchenprovinz Ephesos an.
| Titularbischöfe von Arcadiopolis in Asia |                                       | |                   |                    |
| Nr.                                      | Name                                  | Amt | von               | bis                |
| 1                                        | Guillaume Gifford OSB                 | Weihbischof in Reims (Frankreich)                                                                            | 22. Oktober 1617  | 5. Dezember 1622   |
| 2                                        | Miguel Pérez Cevallos                 | Weihbischof in Toledo (Spanien)                                                                              | 21. Januar 1660   | 2. Oktober 1681    |
| 3                                        | Friedrich Karl von Schönborn-Buchheim | Koadjutorbischof von Bamberg (Hochstift Bamberg)                                                             | 19. Mai 1710      | 30. Januar 1729    |
| 4                                        | Julius Nicolaus Torno                 | | 7. Dezember 1744  | 1756               |
| 5                                        | Joannes Petrus Galletti OSB           | | 22. August 1763   | 12. November 1775  |
| 6                                        | Maurycy Mateusz Wojakowski            | Weihbischof in Lublin (Polen)                                                                                | 24. Dezember 1824 | 2. Februar 1845    |
| 7                                        | Vincent Spaccapietra CM               | | 19. November 1852 | 17. April 1855     |
| 8                                        | Henri-Marie Amanton                   | Apostolischer Delegat im Irak (Osmanisches Reich)                                                            | 10. März 1857     | 27. März 1865      |
| 9                                        | James Lynch CM                        | Apostolischer Koadjutorvikar von Western District Koadjutorbischof von Kildare und Leighlin (Großbritannien) | 31. August 1866   | 5. März 1888       |
| 10                                       | William Gordon                        | Koadjutorbischof von Leeds (Großbritannien)                                                                  | 28. Dezember 1889 | 16. Juni 1890      |
| 11                                       | Emilio Alfonso Todisco Grande         | | 11. Juli 1892     | 12. Juni 1893      |
| 12                                       | Theophilus Mayer MHM                  | Weihbischof in Madras (Indien)                                                                               | 31. Juli 1894     | 9. September 1900  |
| 13                                       | Célestin-Henri Joussard OMI           | Apostolischer Koadjutorvikar von Athabaska (Kanada)                                                          | 11. Mai 1909      | 20. September 1932 |
| 14                                       | Basil Harry Losten                    | Weihbischof in der Erzeparchie Philadelphia (USA)                                                            | 15. März 1971     | 20. September 1977 |